# Triplectides smithi
Triplectides smithi là một loài Trichoptera trong họ Leptoceridae. Chúng phân bố ở miền Australasia.